# 利曼涅 (奧恰基夫區)
46°50′21″N 31°35′47″E / 46.83917°N 31.59639°E
利曼涅（烏克蘭語：Лиманне），是烏克蘭南部的村莊，隸屬尼古拉耶夫州的尼古拉耶夫區。該村面積0.34平方公里，海拔高度13米，2001年人口43，人口密度每平方公里125人。